# Rafel Tona
Rafel Tona (24 juin 1903 à Barcelone en Espagne - 12 février 1987 à Paris en France) est un peintre, sculpteur, et graphiste catalan.

## Biographie
- 1903 : Rafel Tona naît le 24 juin  à Barcelone. Son père est avocat, il deviendra vice-président de la Généralité de Catalogne.
- 1917 : Il entre à l'École des Beaux Arts de Barcelone où il apprend le dessin, la peinture et la sculpture dans l’atelier du sculpteur Josep Llimona.
- 1920 : Il travaille dans l’atelier du sculpteur Pau Gargallo et dessine dans le journal satirique barcelonais Papitu.
- 1923 : Premier séjour à Paris, Rafel Tona suit les cours de peinture de l’Académie Charpentier.
- 1925-1928 : Rafel Tona et le peintre catalan Alfred Figueras s’installent à Alger où ils fondent l’académie "Arts" qui enseigne peinture, sculpture et dessin.
- 1928-1932 : Retour à Paris, tout en continuant de peindre, Rafel Tona partage son activité entre la création de tissus et les décors de cinéma aux studios de Joinville où il participe à la réalisation des décors de Marius de Pagnol et Korda et de L'Opéra de quat’sous de Pabst.
- 1932-1939 : Retour en Espagne après la proclamation de la IIe République, il ouvre une agence publicitaire à Barcelone, mais dès 1936 il participe activement aux opérations de propagande des Républicains en dessinant de nombreuses affiches.
- 1939-1940 : Réfugié de la guerre d'Espagne, il rejoint l'Algérie dès l'entrée des Allemands en France.
- 1940-1944 : Rafel Tona  se met entièrement au service de la Résistance, contribue à l'organisation du débarquement des Alliés en 1942 et crée avec le peintre Louis Bernasconi les Salons de la Résistance en Afrique du Nord destinés à récolter des fonds pour le mouvement. Il collabore au journal Combat et aux campagnes de propagande graphique des Alliés (affiches et tracts). À cette époque, il noue de solides amitiés avec Albert Camus, René Capitant, Max-Pol Fouchet, René-Jean Clot et Jean Amrouche.
- 1944-1947 : Rafel Tona expose en Algérie, au Maroc, en Tunisie et à Paris en 1946 à la galerie Champion-Cordier sous le patronage d'Albert Marquet qui l'héberge dans son atelier de la Frette-Montigny.
- 1948-1960 : Retour à Alger, nombreuses expositions particulières et participation aux salons. Il reçoit le Prix de la Critique en 1950 et le Prix de la France d’Outre-Mer en 1952. Ses toiles rejoignent les collections du Musée des Beaux Arts d'Alger.
- 1960-1987 : Rafel Tona s’installe définitivement à Paris où il vit de sa peinture et de sa sculpture. Il organise de nombreuses expositions aussi bien en France qu'à l’étranger.

Des œuvres sont acquises par le musée des Beaux-Arts de Toulouse en 1965, et le Fonds national d'art contemporain en 1980. Il meurt à Paris le 12 février 1987.

## Principales dates d'expositions
- 1940 : Galerie Pompadour à Alger
- 1943 : Galerie 42 à Tunis
- 1944 : Galerie Paul Colin à Alger
- 1946 : Galerie Champion-Cordier à Paris
- 1947 : Galerie Française à Casablanca
- 1948 : Galerie Paul Colin à Alger
- 1950 : Galerie Robert Martin à Oran, Algérie
- 1951 : Galerie du Livre à Casablanca
- 1952 : Galerie du Nombre d'Or à Alger
- 1955 : Galerie du Nombre d'Or à Alger
- 1956 : Galerie du Nombre d'Or à Alger
- 1957 : Galerie Comte-Tinchant à Alger
- 1959 : Galerie Comte-Tinchant à Alger
- 1961 : Galerie 106 à Alger
- 1962 : Galerie Gérard Mourgue à Paris
- 1962 : Galerie de l'Hôtel de la Poste à Pont-Aven, France
- 1963 : Galerie Gérard Mourgue à Paris
- 1964 : Galerie Chedel à Genève (exposition de groupe)
- 1964 : Galerie Sonnegh à Zürich, Suisse
- 1964 : Galerie Marc Polony à Paris
- 1965 : Galerie Maurice Oeuillet à Toulouse, France
- 1966 : Galerie Gérard Mourgue à Paris
- 1968 : Galerie l'Indifférent à Lyon, France
- 1968 : Sala Rovira à Barcelone
- 1969 : Galerie Sainte Croix à Tours, France
- 1969 : Galerie du Centre à La Baule, France
- 1970 : Musée Néo-Calédonien à Nouméa, Nouvelle-Calédonie
- 1971 : Galerie Cohen à New York (exposition de groupe)
- 1971 : Galerie Vauban à Dijon, France
- 1972 : Musée Néo-Calédonien à Nouméa, Nouvelle-Calédonie
- 1974 : Sala Rovira à Barcelone
- 1976 : Galerie des Amis des Arts à Aix-en-Provence, France
- 1977 : Galerie André Weil à Paris
- 1978 : Galerie des Maîtres Contemporains à Aix-en-Provence
- 1980 : Sala Rovira à Barcelone
- 1981 : Galerie Agora 3 à Sitges, Espagne
- 1982 : Chapelle de la Salpêtrière à Paris (exposition de groupe)
- 1985 : Galerie de l'Orangerie à Neuchâtel, Suisse
- 1996 : Galerie Australe à Nouméa, Nouvelle-Calédonie
- 2003 : Musée des Beaux Arts de Bordeaux, France - Exposition  de groupe sur l'Ecole d’Alger - Collection du Musée National des Beaux Arts d'Alger.
- 2006 : Musée d'art et d'histoire de Narbonne, France (Collection permanente)